# 杉山博孝
杉山 博孝（すぎやま ひろたか、1949年（昭和24年）7月1日 - ）は、日本の実業家。三菱地所代表取締役社長を経て、同社取締役会長、不動産証券化協会会長を歴任した。2023年6月をもって同社取締役会長を退任し、同社特別顧問を務める。

## 人物
東京都出身。東京都立新宿高等学校を経て、一橋大学経済学部卒業。大学では経済地理学の青木外志夫経済学部長のゼミに参加した。1974年三菱地所入社。経理部配属。1986年度日本生産性本部経営アカデミー人事労務コース修了、経営アカデミーマスター。
地域開発部、労働組合執行部を経て、長く人事部門を歩んだ後、グループ企画部長、経理部長、総務部長などを務め、事業再編にあたった。2011年4月に代表取締役社長に昇格。
東日本大震災による電力危機を受け、ビルへの省電力機器の導入や、全マンションへの太陽光発電の導入などを加速。また、3年間の6000億円の設備投資のうち、900億円をアジアを中心とした海外で行い、国際化を進めた。
自身を調整型と評価する。趣味は音楽鑑賞で特にビートルズ。学生時代から長髪がトレードマーク。不動産証券化協会副会長、国立大学法人一橋大学経営協議会委員等も歴任した。2019年不動産証券化協会会長、如水会理事長。

## 経歴
- 1974年 一橋大学経済学部卒業、三菱地所株式会社入社[4]
- 2001年 同企画本部グループ企画部長
- 2002年 同 企画本部経理部長
- 2003年 同 企画管理本部経理部長
- 2004年 同 執行役員企画管理本部経理部長
- 2005年 同 執行役員企画管理本部総務部長
- 2006年 同 執行役員総務部長
- 2007年 同 取締役常務執行役員
- 2010年 同 代表取締役専務執行役員
- 2011年 同 代表取締役社長 社長執行役員、一般財団法人日本経済研究所顧問[14]
- 2012年 大阪駅周辺・中之島・御堂筋周辺地域都市再生緊急整備協議会構成員、都市再生緊急整備協議会会議構成員[15]
- 2016年 三菱地所株式会社 取締役 代表執行役社長[16]
- 2017年 三菱地所株式会社 取締役会長[16]、一般財団法人国民公園協会会長[17]、一般財団法人東京都警察懇話会理事長、公益社団法人被害者支援都民センター評議員[18]
- 2018年 公益財団法人三菱財団評議員[19]、学校法人成蹊学園評議員[20]
- 2019年 一般社団法人不動産証券化協会会長、公益財団法人東京連合防火協会会長[21]、株式会社ホテルオークラ取締役[16]、公益財団法人日本住宅総合センター評議員[22]、一般社団法人如水会理事長、健康長寿産業連合会副会長[23]
- 2022年 一般社団法人日本工業倶楽部監事[24]
- 2023年 三菱地所株式会社特別顧問[3]、一般社団法人不動産証券化協会相談役[25]